# Décès en mars 2012

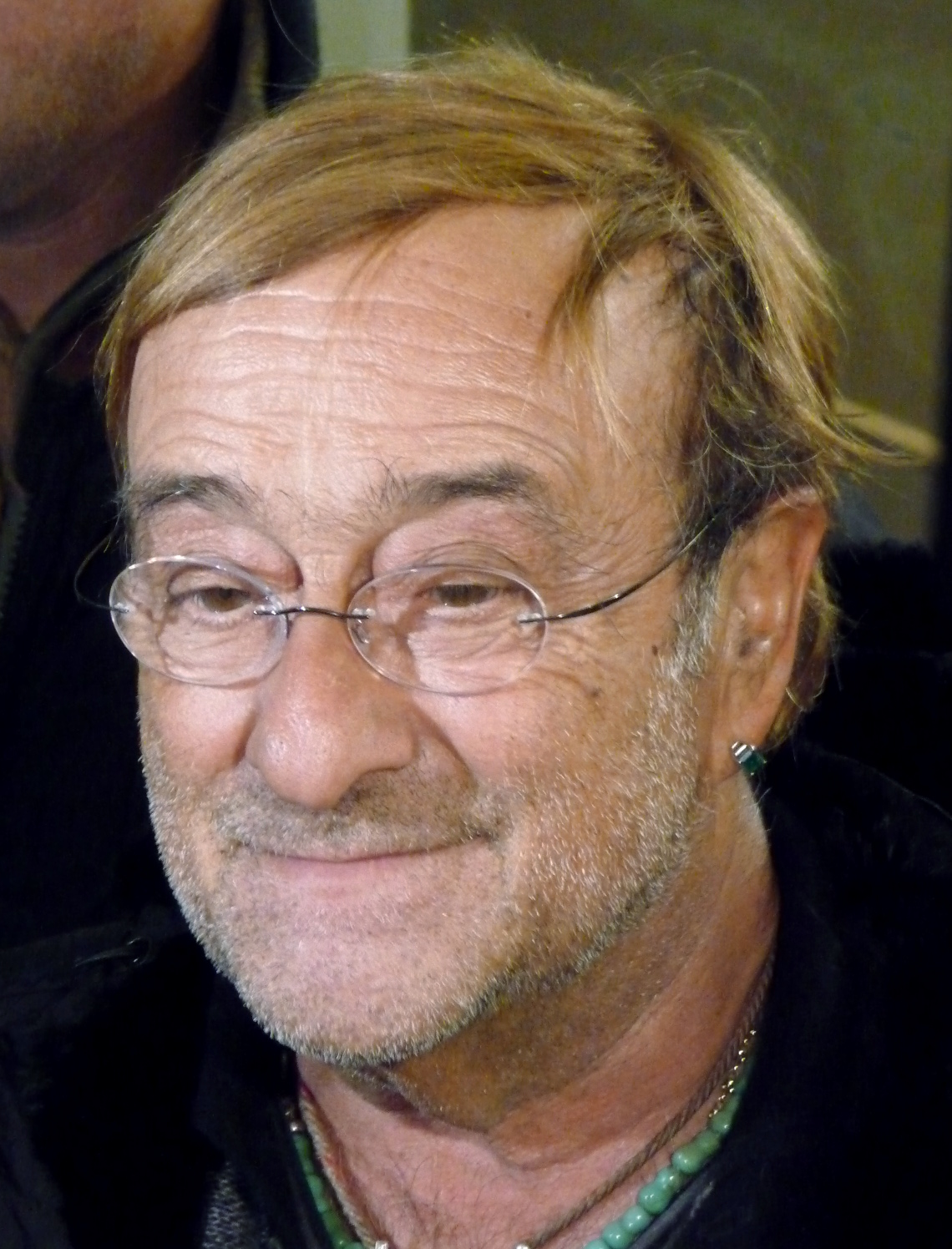
Lucio Dalla

Décès
- 2008
- 2009
- 2010
- 2011
- 2012
- 2013
- 2014
- 2015
- 2016

Pour une information complémentaire, voir la page d'aide.

## Mars 2012
| Date     | Nom                                   | Activités                                                                                   | Âge | Source |
| -------- | ------------------------------------- | ------------------------------------------------------------------------------------------- | --- | ------ |
| 1er mars | Alice Arden (en)                      | Athlète américaine spécialiste du saut en hauteur.                                          | 97  | (en)   |
| 1er mars | Henryk Bałuszyński                    | Footballeur polonais.                                                                       | 39  | (pl)   |
| 1er mars | Andrew Breitbart                      | Journaliste et analyste politique américain.                                                | 43  |        |
| 1er mars | Jerome Courtland                      | Acteur, réalisateur et producteur américain.                                                | 85  |        |
| 1er mars | Lucio Dalla                           | Chanteur et compositeur italien.                                                            | 68  |        |
| 1er mars | Jampal Namdol Chokye Gyaltsen         | Bouddhiste tibétain, 9e Jebtsundamba.                                                       | 80  | (en)   |
| 2 mars   | Jérôme Brézillon                      | Photographe français.                                                                       | 47  |        |
| 2 mars   | Boubker el-Kadiri                     | Résistant et écrivain marocain.                                                             | 97  |        |
| 2 mars   | Gérard Rinaldi                        | Acteur, chanteur, parolier, musicien et adaptateur français.                                | 69  |        |
| 3 mars   | Dave Charnley                         | Boxeur britannique.                                                                         | 76  | (en)   |
| 3 mars   | Ralph McQuarrie                       | Illustrateur américain.                                                                     | 82  |        |
| 3 mars   | Ronnie Montrose                       | Guitariste américain de rock.                                                               | 64  |        |
| 4 mars   | Maurice De Muer                       | Coureur cycliste français.                                                                  | 90  |        |
| 4 mars   | Didier Destal                         | Psychiatre français.                                                                        | 63  |        |
| 5 mars   | Jacques Francini                      | Clown français, participant de La Piste aux étoiles.                                        | 85  |        |
| 5 mars   | Philip Madoc                          | Acteur gallois.                                                                             | 77  | (en)   |
| 5 mars   | Armand Sinko                          | Peintre figuratif français.                                                                 | 77  |        |
| 6 mars   | Francisco Xavier do Amaral            | Homme politique du Timor oriental.                                                          | 74  | (en)   |
| 6 mars   | Robert B. Sherman                     | Compositeur et parolier américain.                                                          | 86  | (en)   |
| 6 mars   | Marcos Alonso Imaz                    | Footballeur espagnol.                                                                       | 78  | (es)   |
| 6 mars   | Włodzimierz Smolarek                  | Footballeur polonais.                                                                       | 54  |        |
| 7 mars   | Cris Alexander                        | Acteur, chanteur, danseur, designer et photographe américain.                               | 92  |        |
| 7 mars   | Félicien Marceau                      | Dramaturge, romancier et scénariste français, membre de l'Académie française.               | 98  |        |
| 7 mars   | Marcel Mouchel                        | Footballeur français.                                                                       | 85  |        |
| 7 mars   | Pierre Tornade                        | Acteur français.                                                                            | 82  |        |
| 8 mars   | Simin Daneshvar                       | Romancière et novelliste iranienne.                                                         | 90  |        |
| 8 mars   | Charlie Hoag                          | Basketteur américain.                                                                       | 80  | (en)   |
| 8 mars   | Luz Méndez de la Vega                 | poétesse guatémaltèque                                                                      | 92  |        |
| 9 mars   | Herbert Carnegie                      | Joueur canadien de hockey sur glace.                                                        | 92  |        |
| 9 mars   | José Tomás Sánchez                    | Cardinal philippin.                                                                         | 91  |        |
| 9 mars   | Harry Wendelstedt                     | Arbitre de baseball américain.                                                              | 73  | (en)   |
| 10 mars  | Daidy Davis-Boyer dite Mamy Scopitone | Productrice, réalisatrice et imprésario de spectacle française.                             | 94  |        |
| 10 mars  | Jean Giraud dit Moebius               | Dessinateur et scénariste de bande dessinée français, créateur de Blueberry.                | 73  |        |
| 10 mars  | Julio César González                  | Boxeur mexicain.                                                                            | 35  | (en)   |
| 10 mars  | Mykola Plaviouk                       | Homme politique ukrainien.                                                                  | 86  | (en)   |
| 10 mars  | Tiny White                            | Joueur de rugby à XV néo-zélandais.                                                         | 86  | (en)   |
| 10 mars  | Nick Zoricic                          | Skieur canadien.                                                                            | 29  |        |
| 11 mars  | Gösta Schwarck                        | Compositeur et homme d'affaires danois.                                                     | 96  |        |
| 12 mars  | Gilles Gagné                          | Styliste québécois.                                                                         | 71  |        |
| 12 mars  | Friedhelm Konietzka                   | Joueur puis entraineur de football allemand.                                                | 73  | (de)   |
| 12 mars  | Madeleine Parent                      | Syndicaliste et féministe québécoise.                                                       | 93  |        |
| 13 mars  | Michel Duchaussoy                     | Acteur français.                                                                            | 73  |        |
| 13 mars  | Michael « Jock » Hobbs                | Joueur, entraîneur puis dirigeant de rugby à XV néo-zélandais.                              | 52  |        |
| 14 mars  | Ernst-Günter Habig                    | Joueur et entraineur de football allemand.                                                  | 76  | (de)   |
| 14 mars  | Éric Lefol                            | Footballeur français.                                                                       | 52  |        |
| 14 mars  | Marcel Rohrbach                       | Coureur cycliste français.                                                                  | 78  |        |
| 14 mars  | Pierre Schœndœrffer                   | Réalisateur et écrivain français.                                                           | 83  |        |
| 14 mars  | Ċensu Tabone                          | Homme politique maltais, quatrième président de la République de Malte (1989-1994).         | 98  | (en)   |
| 15 mars  | Bekir Nabiyev                         | Scientifique azerbaïdjanais.                                                                | 81  |        |
| 15 mars  | Jean-Marie Souriau                    | Mathématicien français.                                                                     | 89  |        |
| 16 mars  | Estanislao Basora                     | Footballeur espagnol.                                                                       | 85  |        |
| 16 mars  | Mervyn Davies                         | Joueur de rugby à XV gallois, capitaine de l'équipe nationale lors du grand chelem de 1976. | 65  |        |
| 16 mars  | Peter Serracino Inglott               | Professeur de philosophie maltais, recteur à l'université de Malte (1987-1988, 1991-1996).  | 75  | (en)   |
| 17 mars  | Chenouda III d'Alexandrie             | Primat (pape et patriarche) de l'Église copte orthodoxe.                                    | 88  |        |
| 17 mars  | John Demjanjuk                        | Gardien ukrainien du camp d'extermination nazi de Sobibor.                                  | 91  |        |
| 17 mars  | Chaleo Yoovidhya                      | Homme d'affaires thaïlandais, cofondateur de l'entreprise Red Bull.                         | 89  |        |
| 18 mars  | Haim Alexander                        | Compositeur israélien.                                                                      | 96  | (he)   |
| 18 mars  | Guy Boucher                           | Animateur de télévision, chanteur et acteur québécois.                                      | 68  |        |
| 18 mars  | António Leitão                        | Athlète portugais.                                                                          | 51  | (pt)   |
| 18 mars  | George Tupou V                        | Cinquième roi des Tonga.                                                                    | 63  |        |
| 18 mars  | Jalal Zolfonoun                       | Musicien iranien.                                                                           | 74  | (en)   |
| 19 mars  | Ulu Grosbard                          | Réalisateur américain d'origine belge.                                                      | 83  | (en)   |
| 19 mars  | Olivier Rey                           | Journaliste sportif français, conseiller municipal de Levallois-Perret.                     | 56  |        |
| 20 mars  | Noboru Ishiguro                       | Réalisateur japonais d'animation (notamment Macross/Robotech).                              | 73  | (en)   |
| 20 mars  | Bernard Zadi Zaourou                  | Homme politique et écrivain ivoirien.                                                       | 74  |        |
| 21 mars  | Christine Brooke-Rose                 | Romancière et critique littéraire britannique.                                              | 89  | (en)   |
| 21 mars  | Jean-Pierre Caillard                  | Homme de presse écrite français, président du groupe Centre-France.                         | 65  |        |
| 21 mars  | Claude Duneton                        | Écrivain, comédien et historien du langage français, chroniqueur au Figaro Littéraire.      | 77  |        |
| 21 mars  | Robert Fuest                          | Réalisateur et scénariste britannique.                                                      | 84  | (en)   |
| 21 mars  | Bruno Giacometti                      | Architecte suisse.                                                                          | 104 |        |
| 21 mars  | Jan Goossenaerts                      | Supercentenaire belge, doyen masculin des Européens entre le 21 juin 2010 et sa mort.       | 111 |        |
| 21 mars  | Tonino Guerra                         | Écrivain, dramaturge et scénariste italien.                                                 | 92  |        |
| 21 mars  | Guy Poirieux                          | Homme politique français, ancien sénateur de la Loire et maire de Montbrison.               | 76  |        |
| 21 mars  | Iouri Razouvaïev                      | Joueur d'échecs russe.                                                                      | 66  | (en)   |
| 22 mars  | Mohammed Merah                        | Terroriste islamiste français, auteur des attentats de Toulouse et Montauban.               | 23  |        |
| 23 mars  | Abdullahi Yusuf Ahmed                 | Homme politique et militaire somalien, président de la République de Somalie (2004-2008).   | 77  | (en)   |
| 23 mars  | Chico Anysio                          | Acteur brésilien.                                                                           | 80  | (pt)   |
| 23 mars  | Jean-Yves Besselat                    | Homme politique français, député de la 7e circonscription de la Seine-Maritime.             | 68  |        |
| 23 mars  | Pierre Gérald                         | Acteur français, « doyen du cinéma ».                                                       | 105 |        |
| 24 mars  | Vigor Bovolenta                       | Joueur de volley-ball italien.                                                              | 37  |        |
| 24 mars  | Roger Duffez                          | Footballeur français.                                                                       | 69  |        |
| 25 mars  | Stanislas Golinski                    | Footballeur français.                                                                       | 88  |        |
| 25 mars  | Antonio Tabucchi                      | Écrivain italien.                                                                           | 68  |        |
| 26 mars  | Philippe Bruneau                      | Acteur et scénariste français.                                                              | 73  |        |
| 26 mars  | Edmond Jacobs                         | Coureur cycliste luxembourgeois                                                             | 83  |        |
| 27 mars  | Írma Kolássi                          | Cantatrice française.                                                                       | 93  |        |
| 27 mars  | Jean Offredo                          | Journaliste et écrivain français.                                                           | 67  |        |
| 27 mars  | Adrienne Rich                         | Poétesse et féministe américaine.                                                           | 82  | (en)   |
| 27 mars  | Nalla Tan                             | Médecin, pédagogue, militante pour les droits des femmes et écrivaine singapourienne        | 88  | (en)   |
| 28 mars  | John Arden                            | Dramaturge britannique.                                                                     | 81  | (en)   |
| 28 mars  | Alexandre Aroutiounian                | Compositeur et pianiste arménien.                                                           | 91  | (en)   |
| 28 mars  | Jacques Carelman                      | Peintre, décorateur et illustrateur français.                                               | 82  |        |
| 28 mars  | Harry Crews                           | Romancier américain.                                                                        | 76  | (en)   |
| 28 mars  | Willie May                            | Athlète américain, médaillé d'argent aux Jeux olympiques de 1960 (110 m haies).             | 75  | (en)   |
| 28 mars  | Jerry McCain                          | Chanteur et harmoniciste de blues américain.                                                | 81  | (en)   |
| 28 mars  | Earl Scruggs                          | Joueur de banjo américain.                                                                  | 88  |        |
| 28 mars  | Neil Travis                           | Monteur américain, Oscar du meilleur montage en 1991 pour Danse avec les loups.             | 75  | (en)   |
| 28 mars  | Addie Wyatt                           | Syndicaliste, militante des droits de l'homme et féministe américaine.                      | 88  | (en)   |
| 29 mars  | Luke Askew                            | Acteur américain.                                                                           | 80  |        |
| 30 mars  | Tenga Rinpoché                        | Lama de l'école kagyu du bouddhisme tibétain.                                               | 80  | (en)   |
| 31 mars  | Dale R. Corson                        | Physicien américain, huitième président de l'université Cornell (1969-1977).                | 97  | (en)   |
| 31 mars  | Lise London                           | Résistante française, veuve d'Artur London.                                                 | 96  |        |
| 31 mars  | Alberto Sughi                         | Artiste peintre italien.                                                                    | 83  | (it)   |